# Hyundai Veloster
El Hyundai Veloster es un automóvil deportivo que el fabricante surcoreano Hyundai puso en venta a mediados de 2011. Tiene carrocería coupe, motor delantero transversal, tracción delantera y cuatro plazas. Al igual que el Mini Clubman, el Veloster tiene cuatro puertas: una del lado del conductor, dos del lado del acompañante y el portón trasero. El nombre Veloster es una combinación las palabras "velocidad" y "roadster".
El modelo presentó al público en el Salón del Automóvil de Detroit de 2011, luego de que la marca mostrara un prototipo en el Salón del Automóvil de Seúl de 2007. Él y el Hyundai Genesis Coupe reemplazan por debajo y por encima al Hyundai Coupe, si bien el primer es más cercano en precio y prestaciones y el segundo en tamaño y proporciones. Entre sus rivales directos se encuentra el Honda CR-Z y el Toyota GT86, e indirectamente varios hatchbacks tradicionales del segmento C, como el Opel Astra, el SEAT León, el Renault Mégane y el Volkswagen Scirocco.
El modelo se fabrica en Ulsan, Corea del Sur. En su lanzamiento, el único motor disponible es una gasolina atmosférico de cuatro cilindros en línea, inyección directa y una potencia máxima de 140 CV y velocidad máxima de 201km/h En 2014 se agregó la versión americana con una variante turboalimentada que desarrollará 201 CV. Existen versiones con caja de cambios manual y automática de doble embrague, en ambos casos de seis marchas.
El vehículo se diferencia de la mayoría de los demás hatchbacks por su configuración asimétrica de puertas, con una puerta grande en el lado del conductor y dos puertas más pequeñas en el lado del pasajero. Esta configuración es más común en vehículos comerciales y minivans. En América del Norte, el Veloster estaba equipado con Blue Link, un nuevo sistema telemático eventualmente estándar en todos los modelos de Hyundai. El sistema es comparable a OnStar en los vehículos de General Motors y brinda a los clientes notificación automática de accidentes, diagnóstico del vehículo y control remoto de las funciones del vehículo, entre otros.
A diferencia del Mini Clubman, que cuenta con solamente un par de puertas laterales de doble hoja que siempre se ubican a la derecha del vehículo (independientemente del mercado), el Veloster tiene diferentes configuraciones para el volante a la izquierda o a la derecha. La puerta más grande está siempre del lado del conductor y las dos puertas más pequeñas están siempre del lado del pasajero. Como resultado, el pasajero trasero siempre sale por el lado de la acera del vehículo.